# Typosyllis heronislandensis
Typosyllis heronislandensis är en ringmaskart som beskrevs av Hartmann-Schröder 1991. Typosyllis heronislandensis ingår i släktet Typosyllis och familjen Syllidae. Inga underarter finns listade i Catalogue of Life.